# 马来西亚社会主义党
马来西亚社会主义党，简称社党（PSM），是马来西亚的一个社会主义政党。社会主义党于1998年5月1日在第一次党代表大会中宣告成立，但不获社团注册局接纳，直至2008年6月17日才获得正式注册。

## 历史
1989年，马来西亚唯一一个合法的社会主义政党人民社会主义党将党名中的“社会主义”字样去除，反对更名的莫哈末那希尔哈欣等人则出走，酝酿组织新的社会主义政党。

### 社会主义党的形成(1990–1998年)
1991年，马来西亚城市和乡村穷人的草根组织逐渐酝酿形成一个联盟。1994年，他们在吉隆坡组织了人数众多的劳动节示威，而最近一次的工人示威可以追溯至1970年代。
1995年，这些草根组织在种植园工人，农民和城市工人中得到了强大的支持，开始酝酿成立一个代表穷人的政党。当年的大选结果加速了这一进程。经过屡次讨论，终于在1998年5月1日召开了第一次党代表大会，宣告成立马来西亚社会主义党。

### 注册
自社会主义党成立以来，联邦政府一直拒绝承认该党。政府拒绝了该党注册为合法政党的申请，声称该党对国家安全构成威胁。然而，由于宪法保障组建政党的权利，社会主义党将政府和内政部长以滥用权力为由告上法庭。虽然马来西亚上诉法院于2006年8月16日驳回了关于政府国家安全的论点，但它维持拒绝马来西亚社会主义党注册为政党的结果。 社会主义党随后上诉至马来西亚联邦法院。但是，2008年6月17日，内政部在联邦法院诉讼开始前批准了社会主义党的注册申请，结束了长达10年的争议。

### 1999年马来西亚大选
1999年，社会主义党决定参加本年的大选。由于当时社会主义党还没有注册为合法政党，该党决定在民主行动党的旗帜下竞选。社会主义党参选的目的是提升该党的知名度。该党没有赢得任何席位，但成功使对手的多数票减少1万票。

### 2004年马来西亚大选
2004年马来西亚大选时,社会主义党在国民公正党(现在称为人民公正党)的旗帜下参选。

### 2008年马来西亚大选
第12届马来西亚大选中，莫哈末那希尔与再也古玛以公正党名义竞选并当选雪兰莪哥打白沙罗州议席与霹雳和丰国会议席。

### 2013年马来西亚大选
第13届马来西亚大选中，莫哈末那希尔败选，再也古玛则再次胜出。

### 2018年马来西亚大选
第14届马来西亚大选中，社会主义党竞选8个国会下议院和16个州选区，为历来最高。但是最后并没有赢得任何席位。

### 2022年马来西亚大选
第15届马来西亚大选前，社会主义党原本是想要和希望联盟以选举契约的方式合作上阵大选，以便不会出现议席重叠现象。不过到了后来，希望联盟不肯让出任何议席，所以在第15届大选和希望联盟的合作正式破裂。最终，社会主义党竞选1个国会议席与1个霹雳州会议席，双双败选，失去按柜金。

### 2023年六州选举
2023年马来西亚州选，社会主义党与统民党，签署合作协议在6州选举合作竞选。

## 领导结构

### 2024年-2026年度中央委员会
- 主席：再也古玛
- 副主席：阿鲁仄万
- 秘书长：丝兰加妮
- 副秘书长：巴瓦妮
- 总财政：苏淑桦
- 副总财政：马妲薇
- 委员：
  - 张玉珊
  - 朱进佳
  - 阿尔文
  - 甘迪班
  - 卡迪
  - 聂阿智
  - 徐华杰
  - 苏雷士

## 历任主席
- 莫哈末那希尔哈欣（2008-2019）
- 再也古玛（2019-）

## 历届大选成绩
| 大选 | 当选议席数量 | 参选议席数量 | 议席百分比 | 总得票 | 得票率 | 选举结果                | 领袖             |
| ---- | ------------ | ------------ | ---------- | ------ | ------ | ----------------------- | ---------------- |
| 1999 | 0 / 193      | 25           |            |        |        | ━ :无议席               | 莫哈末那希尔哈欣 |
| 2004 | 0 / 219      | 33           |            |        |        | ━ :无议席               | 莫哈末那希尔哈欣 |
| 2008 | 1 / 222      | 1            | 0.45%      | 16,458 | 0.21%  | ▲1席：反对党 与民联合作 | 莫哈末那希尔哈欣 |
| 2013 | 1 / 222      | 1            | 0.45%      | 21,593 | 0.20%  | ━ ：反对党 与民联合作   | 莫哈末那希尔哈欣 |
| 2018 | 0 / 222      | 4            | 0%         | 3,782  | 0.031% | ▼1席：无议席            | 莫哈末那希尔哈欣 |
| 2022 | 0 / 222      | 1            | 0%         | 779    | <0.01% | ━ 无议席                | 再也古玛         |

## 历届州选成绩
| 州选 | 州议会 | 州议会 | 州议会 | 州议会 | 州议会 | 州议会 | 州议会                  |
| 州选 | 吉兰丹 | 槟城   | 霹雳   | 彭亨   | 雪兰莪 | 柔佛   | 赢得总席位 / 竞选总席位 |
| ---- | ------ | ------ | ------ | ------ | ------ | ------ | ----------------------- |
| 2004 |        |        | 0 / 59 |        | 0 / 56 |        | 0 / 2                   |
| 2008 |        |        | 0 / 59 |        | 1 / 56 |        | 1 / 3                   |
| 2013 |        |        | 0 / 59 |        | 0 / 56 |        | 0 / 3                   |
| 2018 | 0 / 45 | 0 / 40 | 0 / 59 | 0 / 42 | 0 / 56 |        | 0 / 12                  |
| 2022 |        |        |        |        |        | 0 / 56 | 0 / 1                   |
| 2023 |        |        |        |        | 0 / 56 |        | 0 / 4                   |